# Sciara viridipes
Sciara viridipes är en tvåvingeart som först beskrevs av Macquart 1826.  Sciara viridipes ingår i släktet Sciara och familjen sorgmyggor.
Artens utbredningsområde är Frankrike. Inga underarter finns listade i Catalogue of Life.